# 伊丽莎白·诺伊费尔德
伊丽莎白·方达儿·诺伊费尔德（英語：Elizabeth Fondal Neufeld，1928年9月27日—），美国遗传学家，其研究集中在人体代谢性疾病的遗传原因而著名，並因此獲得沃爾夫獎、拉斯克臨床醫學研究獎、美國國家科學獎章等獎項。

## 生平
諾伊費爾德有俄國猶太人血統，1940年時為了逃避納粹迫害，與其俄籍猶太家屬從巴黎移民至美國；在紐約安置後，諾伊費爾德先後就讀亨特学院校园学校與皇后學院，並在1948年從皇后學院獲得科學學士。畢業後，諾伊費爾德於緬因州巴爾港傑克遜實驗室擔任研究助理，研究小鼠的血液系統疾病。諾伊費爾德後來就讀加州大學柏克萊分校，研究核苷酸和複合式碳水化合物，並於1956年獲得博士學位。
諾伊費爾德的研究後來受到廣泛地認同，由於她對溶小體儲積症的論證及其基礎理論等應用科學研究，做出極大的貢獻，先後獲得沃爾夫獎、拉斯克臨床醫學研究獎，並在1994年獲得美國國家科學獎章。
諾伊費爾德自1984年起擔任加州大學洛杉磯分校生物化學系系主任，並在2004年退休。

## 獎項與榮耀
1975年，諾伊費爾德獲得迪克森獎醫學獎。
1982年，諾伊費爾德因研究溶小體儲積症引起的症狀，獲得拉斯克臨床醫學研究獎。同年，諾伊費爾德獲得威廉艾倫特別貢獻獎。
1984年，諾伊費爾德因研究黏多醣貯積症，獲得克瑞森獎章。
1988年，諾伊費爾德與昂利·厄爾因對溶小體儲積症研究，共同獲得沃爾夫醫學獎。
1994年，諾伊費爾德獲得美國國家科學獎章生物學獎。

## 外部連結
- Home Page at UCLA